# 대한성공회 성가수도회
대한성공회 성가수도회는 1925년에 설립된 대한성공회의 여성 수도회이다. 서울특별시 중구 정동에 위치하고 있으며 대한성공회 서울주교좌성당에 인접해 있다.
원장은 2021년 12월 대한성공회 서울교구장 이경호 베드로 주교의 집전으로 사제 서품을 받은 박은현 프리스카 수도사제이다.

## 소개
청빈을 통한 하느님께 영광 돌리는 삶, 자신의 성화(하느님께 자신을 드리는 삶), 선교(기도와 봉사를 통한 전도)를 목적으로 하며, 성공회 평신도들도 친구회 및 재속회 활동, 관상기도모임, 떼제기도모임으로 참여할 수 있다.
영국성공회 성 베드로 수녀원 수녀들의 의료선교활동(1892년 11월 1일)이 그 뿌리이며, 1925년 9월 14일(성 십자가 영광축일)에 이부비 수녀가 입회하면서 설립되었다. 현 장애인 요양시설 성 보나의 집(청주), 노인복지시설인 성 안나의 집(강화)으로 사회선교를 하고 있다.

## 표어
성가수도회의 표어는 신약성서 요한복음 15장 12절에 나오는 다음 구절이다.
- 내가 너희를 사랑한 것 같이 너희도 서로 사랑하여라.

## 생활
성가수도회의 수녀들은 매일 아침기도와 감사성찬례, 낮기도(대도), 저녁기도(만도), 밤기도등 하루 5번의  공기도와  성막기도, 묵상, 영적독서와 개인기도를 드리는 삶을 살고 있다.

## 입회 자격
대한성공회 성가수도회에서 성공회 수녀로 활동하려면 다음과 같은 자격이 필요하다.
- 고졸 이상의 학력을 가진 35세 미만의 미혼여성
- 성공회 세례성사를 받은 지 3년 이상인 여성 성공회 신자
- 몸과 마음이 건강한 여성
- 성가수도회의 신앙을 따르며 적극적으로 수도회 활동에 참여하는 여성
- 기도와 면담에 1년 이상 참여한 여성

## 같이 보기
- 대한성공회
- 예수원

## 찾아 가는 길
- 서울지하철  1호선·2호선 시청역